# Étienne Périer (Regisseur)
Étienne Périer (* 11. Dezember 1931 in Brüssel; † 21. Juni 2020 in Le Plan-de-la-Tour) war ein belgischer Filmregisseur, Drehbuchautor und Schauspieler, der zwischen den Jahren 1952 und 2004 international rund 30 Kino- und TV-Filme inszenierte, darunter Mord bei 45 Touren, Degenduell, Zeppelin oder Das Mörderschiff.

## Leben und Karriere
Périer, geboren 1931 in Brüssel, begann seine Filmkarriere unmittelbar nach Abschluss der Hochschule mit den beiden Kurzfilmen in Belgien La Cité qui dort (The Sleeping Town, 1952) und Ghent (1953), und zwei weiteren in Paris, (1954) mit A propos des Gloutons Optiques und 1956 mit Bernard Buffet.
Ein Jahr später 1957 schrieb er das Drehbuch für Henri Decoins Film Kavaliere (Charmants garçons), eine romantische Komödie mit Daniel Gélin, Henri Vidal, François Périer und Gert Fröbe in den Hauptrollen.
1960 folgte sein Kinoleinwanddebüt mit dem Film Mord bei 45 Touren (Meurtre en 45 tours). Ein Mystery-Thriller mit der namhaften Besetzung Danielle Darrieux, Michel Auclair und Jean Servais.
Ein weiterer Spielfilm den Périer realisierte war die ambitionierte amerikanisch-französische Co-Produktion Die Brücke zur Sonne (Bridge to the Sun), ein Liebesdrama das während der Zeit des Zweiten Weltkrieges spielte. Mit Carroll Baker in der Rolle der Gwen Terasaki und der japanische Schauspieler James Shigeta als ihren Ehemann. Es war eine ernstgestimmte Verfilmung des autobiographischen Romans von Gwen Terasaki, einer Amerikanerin, die kurz vor dem Krieg einen idealistischen japanischen Diplomaten heiratete und mit ihm nach Tokio zog. Der Kriegsausbruch und die Folgen gefährden die Ehe schwer und leiten den tragischen Ausgang der einstigen Liebesbeziehung ein.
1962 folgte mit der italienisch-französischen Co-Produktion Degenduell (La congiura dei dieci) ein Abenteuerfilm der alten Schule mit Stewart Granger als Star. Co-Star des Films war Christine Kaufmann.
Nach vier weiteren weniger bekannten Spielfilmen während der 1960er Jahre folgte zu Beginn der 1970er Jahre der britische Erste-Weltkriegs-Spionagethriller Zeppelin mit Michael York und Elke Sommer in den Hauptrollen. Das Drehbuch schrieb diesmal Donald Churchill und Arthur Rowe, nach der gleichnamigen Geschichte von Owen Crump. Der Film Zeppelin konnte mit gut fotografierten Bildern des James-Bond-Kameramanns Alan Hume und einem dramatischen Soundtrack des britischen Komponisten Roy Budd aufwarten. Die Kritik schrieb dazu:

„Das deutsche Luftschiff Zeppelin soll während des Ersten Weltkriegs das englische Geheimarchiv in Schottland zerstören, was ein eingeschleuster englischer Spion verhindert. Fantasievolles Luftfahrtabenteuer von teilweise entwaffnender Naivität.“

Anschließend verfilmte Périer einen weiteren Abenteuerfilm mit internationaler Starbesetzung nach einem Roman des Bestseller Autors Alistair MacLean, der auch das Drehbuch schrieb, Titel des Films: Das Mörderschiff (When Eight Bells Toll) mit einem noch relativ jungen Anthony Hopkins zu Beginn seiner Filmkarriere.
Auch 1972 ganz Kosmopolit führte Périer bei einem weiteren französischen Krimi Regie. Mord bleibt Mord (Le maître de musique) mit der Besetzung: Jean-Claude Brialy, Stéphane Audran und Robert Hossein. Bis 1978 folgten dann einige weniger namhafte internationale Produktionen, bis Périer 1978 wieder das Drehbuch nach einer Idee von Alain Page ausarbeitete. Das Drama Das gefährliche Spiel von Ehrgeiz und Liebe (La part du feu) eindrucksvoll besetzt und gespielt von Michel Piccoli und Claudia Cardinale.
In den 1980er und 1990er Jahren ebbte Périers internationale Kinokarriere dann deutlich ab, und bis auf den Spielfilm * 1989: Rosso veneziano – Eine mörderische Affäre (Rouge Venise) einem Musical nach einem Roman von Georges Garone mit Vincent Spano, Victor Lanoux und Andréa Ferréol, wo Etienne Périer selbst wieder einen kleinen Part als Schauspieler übernahm – die anderen kleineren Rollen hatte er als Schauspieler 1974 in seinem Film Die abgetrennte Hand (La main à couper) und 1980 in Francis Girods Die Bankiersfrau (La banquière) gespielt, folgten nur noch wenig bekannte TV-Produktionen. Den letzten TV-Film inszenierte er im Jahre 2004.

## Kinofilme (Auswahl)
- 1960: Mord bei 45 Touren (Meurtre en 45 tours)
- 1961: Die Brücke zur Sonne (Bridge to the Sun)
- 1962: Degenduell (La congiura dei dieci)
- 1967: Sechs Jungen und vier Mädchen (Des garçons et des filles)
- 1971: Zeppelin
- 1971: Das Mörderschiff (When Eight Bells Toll)
- 1972: Mord bleibt Mord (Le maître de musique)
- 1974: Die abgetrennte Hand (La main à couper)
- 1978: Das gefährliche Spiel von Ehrgeiz und Liebe (La part du feu)
- 1989: Rosso veneziano – Eine mörderische Affäre (Rouge Venise)